# Schloss Montgeoffroy

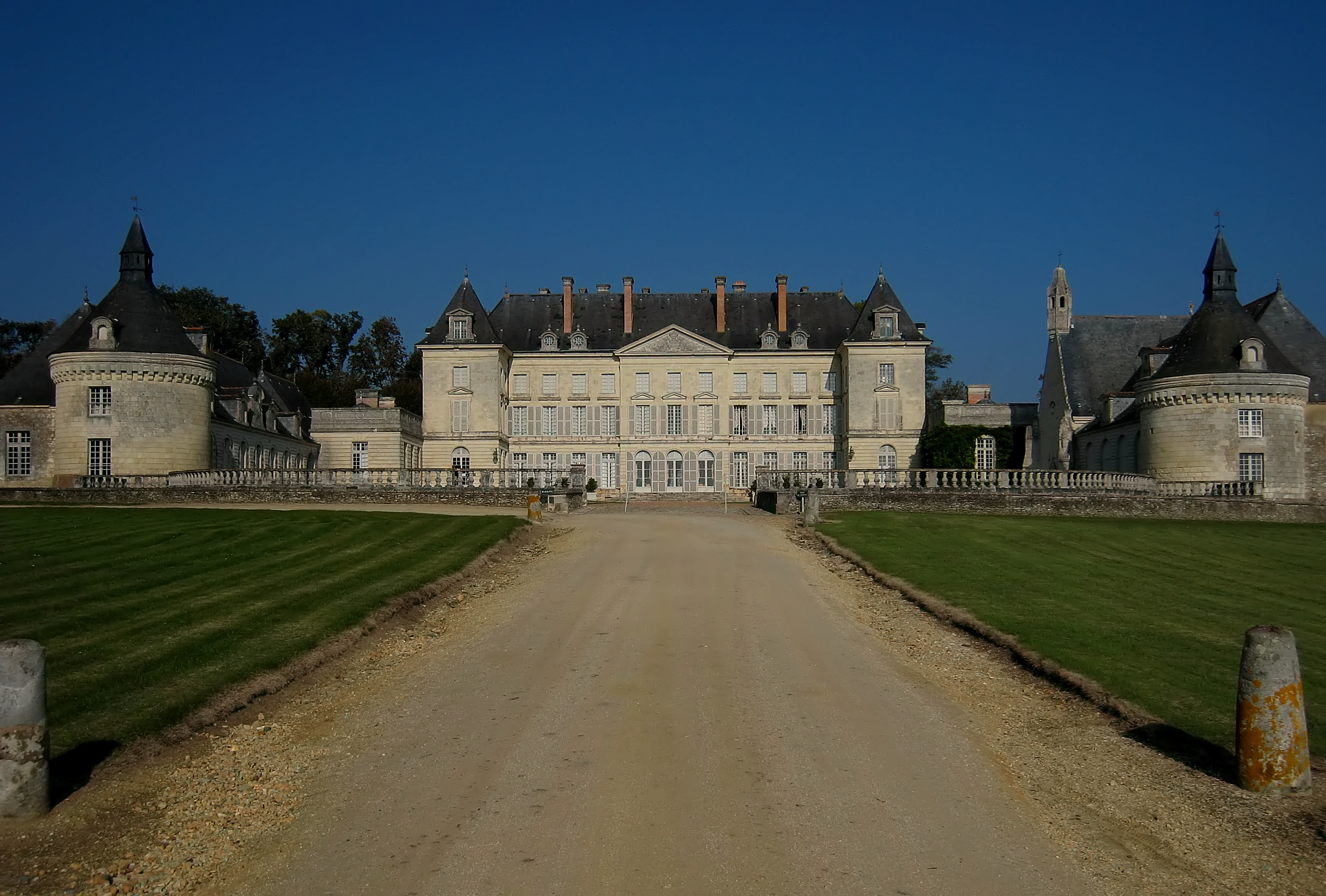
Schloss Montgeoffroy

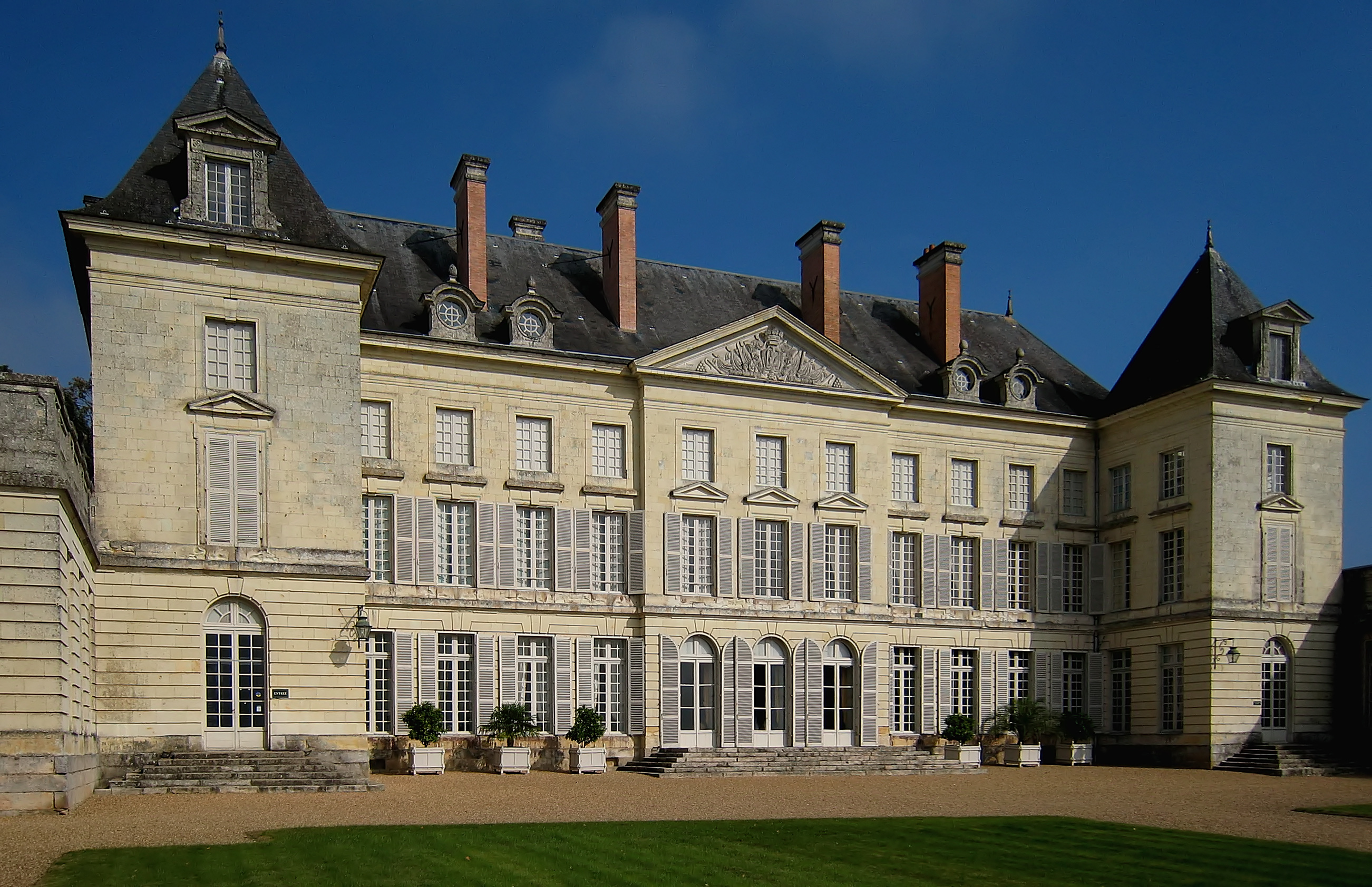
Hauptflügel des Schloss Montgeoffroy

Das Schloss Montgeoffroy befindet sich nahe der französischen Ortschaft Mazé im Département Maine-et-Loire. Das Bauwerk und die originale Inneneinrichtung haben die Französische Revolution und die nachfolgenden Wirren dank verwandtschaftlicher Protektion ohne Schäden überstanden. So gewinnt der Besucher einen authentischen Eindruck von der Lebensart des Adels auf einem Landschloss im ausgehenden 18. Jahrhundert.

## Geschichte
Louis-Georges-Erasme de Contades war der Feldmarschall und Statthalter des Elsass, ehe er im Alter von 68 Jahren aus dem aktiven Dienst ausschied. Im Jahr 1772 begann er, nach den Plänen des Pariser Architekten Jean Benoît Vincent Barré auf dem ursprünglich mittelalterlichen Landsitz bei Mazé, den seine Vorfahren 1676 erworben hatten, mit dem Bau seines Altersruhesitzes. Die Kapelle und zwei Rundtürme, welche die Wirtschaftsbauten begrenzen, wurden vom Vorgängerschloss des 16. Jahrhunderts übernommen.
Die bis 1776 andauernden Bauarbeiten wurden von des Marschalls ältestem Sohn beaufsichtigt, der deren Fortgang fortlaufend protokollierte. So lässt sich heute noch nachvollziehen, wo das Baumaterial herstammte und wie der Transport vonstattenging. Ausführende waren vornehmlich Handwerker aus der Region, und die Bauern der Umgebung halfen beim Transport.

## Architektur
Das frühklassizistische Hauptgebäude ist zweieinhalbgeschossig und hat einen Mittelrisalit, dessen Dreiecksgiebel als einzigen plastischen Schmuck am ganzen Schloss das Wappen der Contades zeigt. Zwei kurze Seitenflügel springen vor, und zwei zurückversetzte niedrige Pavillons sorgen für den Zusammenschluss des Hauptgebäudes mit den Ställen, Remisen und der Kapelle seitlich des Hofes.
Die Kapelle des Vorgängerbaus wurde 1543 für Guillaume de La Grandière errichtet. Ein Glasfenster aus der Zeit stellt die Anbetung Christi dar, gekrönt von Gottvater. Im Stallgebäude auf der anderen Seite des Hofes ist eine Sammlung alter Kutschen und Reisewagen zu sehen. Im Rundturm befindet sich eine luxuriöse, mit Tannenholz verkleidete Sattelkammer.

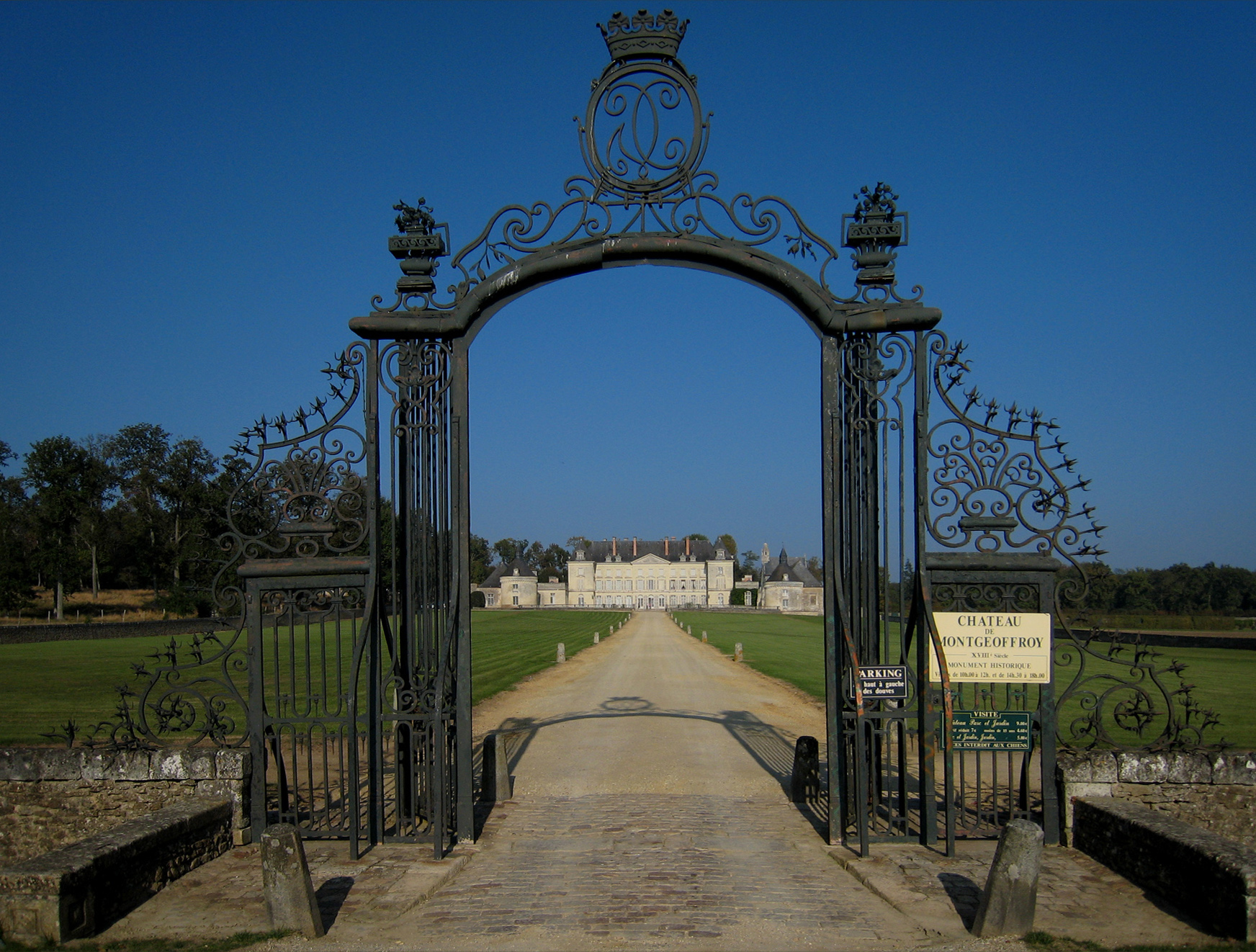
Gittertor und Zufahrt

Das Anwesen öffnet sich gegen die zugehörigen Ländereien. Zwei flachgedeckte Pavillons und ein prächtiges Gittertor grenzen, durch Mauern miteinander verbunden, den Schlossbezirk gegen die Felder ab. Drei ehemals zum Schloss führende Alleen waren strahlenförmig ausgerichtet.

## Interieur
Der Landsitz wird noch immer von der Familie de Contades bewohnt. Die Wohnräume befinden sich im Erdgeschoss. Die Hauptzimmerflucht mit großem Salon liegt auf der Südseite, der Hofseite. Die Zimmerflucht für die Damen des Hauses, an die sich ein großer ovaler Speisesaal anschließt, liegt auf der Parkseite. Die heutige Ausstattung der Räumlichkeiten, das heißt, Kamin, Kaminböcke, Wandleuchter, die goldbronzenen Laternen, die verschiedenen Sitzmöbel, die Konsoltische, Pendule und Barometer an der Wand, sind schon im Inventar von 1775 aufgeführt.